# Museo del Vino Málaga
El Museo del Vino Málaga es un museo enológico de la ciudad de española de  Málaga.

## Historia
Ubicado en el palacio de Biedmas, en la plaza de los Viñeros —antes plaza de Biedmas—, en los alrededores de la calle Carretería, el Palacio del siglo XVIII fue demolido por completo (salvo fachadas) en el año 2008, por el arquitecto José Seguí, de forma ex profeso para acoger el museo, especializado en los vinos con denominación de origen Málaga y Sierras de Málaga, así como en las Pasas de Málaga.

## Colección
El museo se distribuye en dos plantas que contienen varias salas temáticas. Posee más de 400 piezas antiguas de calidad cromolitográfica: etiquetas de botella, carteles y estampaciones publicitarias para vino y pasas, cabeceros de barrilería, bocetos y perfiles, estuchería y cobertura pasera y piedras litográficas.
Así mismo, ofrece un recorrido por la historia, la geografía del vino y la viña de la provincia de Málaga y la elaboración, tipología y crianza de los vinos de licor y dulces de las D.O. Málaga y de los blancos, tintos y rosados de la D.O. Sierras de Málaga.